# Xsens
Xsens Technologies BV (o Xsens) è un fornitore di prodotti per la rilevazione dei movimenti in 3D e di sensori inerziali basati sulla tecnologia dei sensori inerziali MEMS in miniatura.
L'azienda è proprietaria di diversi brevetti nel campo degli algoritmi di fusione dei dati multisensore,  unendo le informazioni di diverse tecnologie come GPS, Motion Capture e quelli relativi alla modellazione biomeccanica.
Xsens fa parte di Mcube, il fornitore di sensori di movimento MEMS più piccoli e di bassa potenza al mondo, fattore abilitante chiave per l'Internet of Moving Things.
Xsens ha uffici a Enschede (sede centrale), Paesi Bassi, Los Angeles, Bangalore, Shanghai e Hong Kong.

## Storia
L'azienda è stata fondata nel 2000 da Casper Peeters e Per Slycke, entrambi laureati dell'Università di Twente. Dopo il lavoro sulla misurazione delle prestazioni degli atleti, si sono specializzati nelle tecnologie dei sensori e negli algoritmi di fusione dei sensori. L'azienda ha sviluppato unità di misurazione inerziale o AHRS (serie MTi e MTx) e sistemi di misurazione del movimento umano (un sistema wireless completo MTw Awinda, il successore del kit Xbus). Nel 2007 Xsens ha introdotto un sistema di acquisizione del movimento inerziale chiamato "Moven" (rinominato Xsens MVN nel 2009). Nel 2009 Xsens ha introdotto il sistema MVN BIOMECH, un sistema di motion capture per la cinematica umana 3D utilizzato in campi come l'ergonomia, la scienza dello sport e la riabilitazione. Nel 2017 sia Xsens MVN che MVN BIOMECH sono stati rinominati Xsens MVN Analyze e Xsens MVN Animate. Nel 2015 Xsens ha introdotto un nuovo modulo sensore inerziale con il nome di serie MTi 1 e nel 2019 è stata introdotta l'ultima serie di moduli sensore inerziale, denominata serie MTi 600. Nel gennaio 2020 Xsens ha lanciato Xsens DOT, una piattaforma di sviluppo all'avanguardia per l'analisi e il reporting della cinematica umana. La piattaforma è dotata di sensori inerziali indossabili ad alta precisione, un SDK di facile integrazione e il supporto della community di esperti Xsens.
Nel 2008, Xsens ha acquisito Utellus, uno spin-off della società di telecomunicazioni EuroLab di Ericsson, specializzata in applicazioni della tecnologia RF a banda ultra larga.
Nel 2014 Xsens è stata acquisita da Fairchild Semiconductor ed è entrata a far parte di ON Semiconductor nel 2016.
Nel novembre 2017, mCube acquisisce Xsens da ON Semiconductor.

## Prodotti
Gamma di prodotti Xsens dai sensori inerziali al Motion Capture inerziale.
- MTi 1-serie[8]
- MTi-7[8]
- MTi 10 serie[9]
- MTi serie 600[10]
- MTi serie 100[11]
- MTi-G-710[12]
- MTw Awinda[13]
- Xsens MVN Analizza[14]
- Xsens MVN Animato[15]
- Xsens DOT[16]

## Software
Xsens sviluppa software proprietario per i propri sensori inerziali e prodotti per la cattura del movimento.
- MT Software Suite[17] per tutti i sensori MTi
- MT Software Suite per MTw Awinda[18]
- MVN Animate[19] software di acquisizione del movimento per l'animazione di personaggi 3D
- MVN Analyze[20] software di acquisizione del movimento per la misurazione del movimento umano

## Applicazioni del sensore inerziale
In genere, la tecnologia dei sensori inerziali Xsens viene utilizzata per i dati di orientamento, assetto e posizionamento. La tecnologia è integrata da operatori di flotte, integratori di robotica, società di mappatura digitale, sviluppatori di droni, test di veicoli, veicoli autonomi, magazzino e logistica (AGV/AMR), marittimi/offshore (ROV/AUV/USV/piattaforme galleggianti), aerospaziale, Industria pesante (porto/costruzione/miniera) e agricoltura (UGV/robot).

## Progetti
Xsens partecipa a progetti di ricerca come AnDy, un progetto finanziato dall'Unione Europea nell'ambito del programma di ricerca e innovazione Horizon 2020 che conferisce ai robot la capacità di controllare la collaborazione fisica attraverso l'interazione intenzionale.
Xsens partecipa anche ad AWESCO, una rete di formazione iniziale Marie Skłodowska-Curie finanziata dall'Unione Europea nell'ambito del Programma Quadro Horizon 2020 e dal governo federale svizzero. Il progetto affronta le attuali sfide chiave delle tecnologie per l'energia eolica aerea con l'obiettivo di supportare la commercializzazione in Europa.
Dal 2014, Xsens è un partner a pieno titolo di KNEEMO Initial Training Network (ITN) per la ricerca sull'osteoartrite del ginocchio finanziata attraverso il programma quadro 7 della Commissione europea. In qualità di partner industriale, il suo ruolo è quello di sviluppare metodi per stimare il carico sull'articolazione del ginocchio utilizzando la cattura del movimento inerziale.
Altri progetti sono MC Impulse, incentrato sull'elaborazione dei dati dei sensori e MILEPOST, sulla navigazione indoor .